# Cyrille Offermans
Cyrille Offermans (Geleen, 8 april 1945) is een Nederlandse schrijver, essayist en criticus. Hij publiceert met name in De Groene Amsterdammer, de lage landen en ZOUT. Hij was twintig jaar redacteur van het invloedrijke tijdschrift Raster.
Voor zijn tweede essaybundel De kracht van het ongrijpbare kreeg Offermans in 1983 de J. Greshoffprijs. In 1991 ontving hij de Pierre Bayle-prijs voor zijn hele kritische oeuvre; in 2001 de Busken Huetprijs voor De ontdekking van de wereld. Schipbreuk werd genomineerd voor de AKO-literatuurprijs. 
In oktober 2022 ontvangt hij de KANTL essayprijs voor de beste essayistiek over de periode 2018 - 2021 voor Een iets beschuttere plek misschien.